# Fara Vicentino
Fara Vicentino (Fara in veneto) è un comune italiano di 3 709 abitanti della provincia di Vicenza in Veneto.

## Geografia fisica
Come i territori di Salcedo Lugo e Breganze, coi quali ha in comune la struttura geologica di origine vulcanica, anche quello di Fara, comprendente il capoluogo e la frazione di San Giorgio di Perlena, è prevalentemente collinare, affacciato alla pianura vicentina, riparato alle spalle dall'Altopiano dei Sette Comuni.
Sono presenti nel territorio cinque torrenti: l'Astico è il maggiore e costituisce il confine naturale con i comuni di Zugliano e Sarcedo a ovest, il Laverda delimita il confine orientale, il Reale attraversa la pianura sulla sponda sinistra dell'Astico; il Chiavone Bianco separa le colline di Fara da quelle di Farneda e Costa; il Chiavone Nero separa queste ultime da quelle di Fortelongo. Su questi tre cordoni collinari sorgono i più grossi nuclei abitati e scorrono le tre principali strade del comune, collegate le une alle altre da arterie minori.
Il clima di Fara è mite, favorevole alla vite, che rappresenta la coltura dominante, all'olivo e ad altre piante mediterranee. Il castagno è distribuito su tutto il territorio ora isolato ora riunito in piccoli boschi. Aree più vaste, ma meno estese di un tempo, sono invece occupate dal carpino nero, dalla robinia e da una percentuale minore di roverella, l'ontano è presente lungo il corso del Chiavone.

## Storia

### Toponimi
Adagiato sulle colline del Pedemonte vicentino, il comune di Fara è costituito da due nuclei abitati: Fara e San Giorgio di Perlena.
I toponimi dei due centri trovano una comune origine nell'epoca longobarda (da fara, insediamento parentale armato e San Giorgio, santo guerriero caro alla tradizione longobarda). L'appellativo di "Vicentino" aiuta a distinguere questa località da diverse altre località con lo stesso nome, poste lungo il percorso dei longobardi nell'Italia Settentrionale: presso Gradisca, nel Bergamasco, in Friuli, nel Trevigiano, nel Milanese, nella diocesi di Ceneda, presso Lonigo.
Il toponimo Fara compare per la prima volta in un atto vescovile del luglio 1148; in documenti successivi, e fino al 1800, di solito si trova scritto Farra.

### Medioevo
È storicamente accertato che i longobardi avevano stabilito in questo luogo un importante insediamento di tipo militare e che quindi qui esistessero delle fortificazioni.
Tra il 917 e il 921 Fara, insieme con tutto il territorio compreso tra la riva sinistra dell'Astico e quella destra del Brenta, incluso l'Altopiano di Asiago, fu donata dall'imperatore Berengario al vescovo Sibicone di Padova, con l'obbligo di costruire castelli e opere di difesa contro le incursione degli Ungari.
Parlando di questi luoghi, il Maccà fa cenno ad una contracta de Toresellis che anche secondo un testamento del 28 maggio 1446 era situata nelle pertinenze di Fara. Di tali torricelle non è indicata l'ubicazione, ma il nome attesta facilmente il loro scopo: quasi certamente, infatti, erano opere fortificate come le "Torreselle" di Isola Vicentina e quelle del castello di Magrè.
In località San Giorgio di Perlena, così come nella sottostante zona breganzese di Colle Moggio, i nobili Bissari di Vicenza possedevano parecchi beni e, tra questi, anche un castello. Lo confermerebbe un atto pubblico del 14 dicembre 1426 con il quale un Bissari investiva di un podere un certo Bartolomeum q. Antonii de castello coltelli Perlene. In un testamento del 30 agosto 1445, inoltre, si parla di altri beni situati in Perlena... in contratta castelli. Considerata l'ubicazione dei beni dei Bissari, si può presumere che il castello si trovasse sulla fascia collinare verso sud prospettante su Breganze; se così fosse, di questo castello potrebbe aver fatto parte anche la "Torre Bissara", che secondo parecchi documenti sorgeva nelle vicinanze di Breganze.
In epoca tardomedievale Fara seguì le vicende di Breganze e dei centri circostanti, nella ripartizione dei beni fatta da Ezzelino il Monaco nel 1223 in favore dei figli, il paese venne assegnato ad Ezzelino III da Romano (il cosiddetto Tiranno), legato a Breganze anche da vincoli familiari, essendo la sorella Cunizza sposata con un nobile breganzese.
Verso la metà del Trecento il territorio di Fara - che dipendeva da Breganze - fu sottoposto, sotto l'aspetto amministrativo, al Vicariato civile di Marostica e tale rimase, anche sotto la dominazione viscontea e veneziana, sino alla fine del XVIII secolo.

### Epoca moderna e contemporanea
Nei secoli successivi, sotto il dominio della Serenissima, Fara e Perlena raggiunsero l'autonomia da Breganze; Perlena, ridimensionato il territorio a favore di Salcedo, venne unita all'attuale capoluogo nell'ambito delle riforme amministrative prima francesi, poi austriache, che caratterizzano gli inizi del XIX secolo. L'Ottocento, anche per il comune di Fara, fu un periodo difficile: le epidemie, la miseria, la pellagra, la distruzione dei vigneti tormentarono la popolazione. Negli ultimi decenni del secolo molti emigrarono verso ì paesi europei e d'Oltremare.
Un riferimento letterario significativo è quello di Domenico Pittarini, che a Fara visse per più lustri, verso la fine del XIX secolo; la sua Politica dei Villani, un due atti in versi rustici, in un dialetto corrispondente all'antico pavan del Ruzante, ha lasciato il segno nella cultura popolare anche per il noto finale:
" … i prete xe prete, i siuri xe siuri, e nantri, Bastian, sem mone pì grandi del monte Suman".
Toccata, seppur marginalmente, dai due conflitti mondiali (zona di operazioni di brigate partigiane nel secondo), Fara ha legato il suo nome alle memorie letterarie, durante la Grande Guerra, di alcuni ufficiali inglesi (H. Dalton, N. Gladden, H. Barnett) che dal vicino fronte scendevano al Quartier Generale situato in paese. Durante la seconda guerra invece, il paese fu occupato dai soldati tedeschi e dovette anche accogliere un presidio delle Brigate Nere, mentre i giovani partigiani della "Mazzini" operavano nella zona e nel circondario. Complessivamente nelle due guerre i caduti superarono il centinaio, numerosi i feriti e i mutilati.
Nel secondo dopoguerra, dopo un periodo di stasi, si assistette ad un rifiorire di iniziative e di opere, che diedero ai vari nuclei abitati del comune una nuova fisionomia.

### Cronaca
Lunedì 24 aprile 2023. Si è verificato un tragico evento che ha scosso la comunità locale. Un cittadino marocchino, che era in stato di agitazione, ha deciso di rubare la pistola alle forze dell'ordine presenti sul posto.
Le autorità hanno immediatamente cercato di gestire la situazione, ma il malintenzionato ha iniziato a sparare contro i presenti, pronunciando espressioni in lingua araba come "Allah akbar". La scena è stata caotica e confusa, con molte persone in fuga e i poliziotti che cercavano di neutralizzare l'uomo armato.
Purtroppo, durante l'attacco, un poliziotto è stato gravemente ferito dal proiettile del marocchino. Il compagno del poliziotto ferito, però, non ha esitato a rispondere al fuoco uccidendo il malintenzionato.

## Monumenti e luoghi di interesse

### Architetture religiose nel capoluogo
Chiesa parrocchiale di San Bartolomeo
Fino al 1180 e ab antiquis temporibus appartenne ai monaci agostiniani, ai quali venne restituita nel 1246, dopo che per una sessantina d'anni fu gestita dal clero secolare. Il termine ecclesia S. Bartholomei de loco Bregancii mette in evidenza l'antico legame con la pieve di Breganze. Ma in seguito alla lite scoppiata nel 1281 tra l'arciprete di Breganze e il priore di San Bartolomeo, il vescovo di Padova Giovanni Forzatè de' Transalgardi dichiarò il monastero con i suoi beni e i suoi parrocchiani esente dalla giurisdizione dell'arciprete. In documenti successivi (1297) è indicato come Hospitale S. Bartholomei de Farra".
Nel 1438 il monastero col chiostro e il refettorio già in cattivo stato, dopo essere stato per qualche tempo in possesso dei canonici di San Giorgio in Alga, con bolla papale passò alla "mensa del Capitolo della Cattedrale di Padova", che godette le decime ed elesse il curato fino al luglio del 1888: la comunità e la confraternita della Concezione di Maria Vergine eleggeva invece i due cappellani.
La chiesa, che alla fine del Settecento aveva tre altari, venne ricostruita tra il 1851 e il 1859 in stile neoclassico e ad una sola navata. Resasi insufficiente, fu ampliata negli anni trenta del Novecento con due navate laterali e con un'abside, mentre la facciata fu completata nel 1970.
Oratorio dell'Immacolata e dei santi Felice e Fortunato
Già in epoca medievale, fin dalla fine del X secolo, nell'abitato di Fara esisteva una chiesa, oggi scomparsa, dedicata ai Santi Ermacora e Fortunato. Era situata ad una estremità del paese (In extrema parte villae), vicino al luogo dove poi sarebbe stata costruita la chiesa attuale (Iuxta eum locum); accanto ad essa vi era un cimitero abbastanza ampio (satis amplium).
Intorno al 1480 gli abitanti di Fara iniziarono la costruzione di una nuova chiesa; l'8 novembre 1488, nella visita pastorale del vescovo Pietro Barozzi, la chiesa - ancora dedicata ai Santi Ermacora e Fortunato - era già iniziata ma non ancora terminata. Il campanile, invece, rimase quello della chiesa precedente, dato che vi è impressa una data: 1237. Questa chiesa era riccamente affrescata, ma degli affreschi rimane solo qualche traccia nella sacrestia dell'attuale chiesa (l'ex presbiterio). Alla fine del XIX secolo vi fu affiancato l'attuale caratteristico oratorio dalla forma poligonale.
Nel 1886 il parroco di Fara, don Alvise Ziche, fu autorizzato dalla Diocesi di Padova a ingrandire la chiesa dei Santi Felice e Fortunato, dove era anche custodita una immagine dell'Immacolata. I lavori iniziarono il 30 maggio 1887 e la nuova chiesa fu benedetta l'8 dicembre 1890.  Nel luglio del 1894 fu terminato l'altare maggiore sul quale, in una nicchia, fu posta l'immagine.

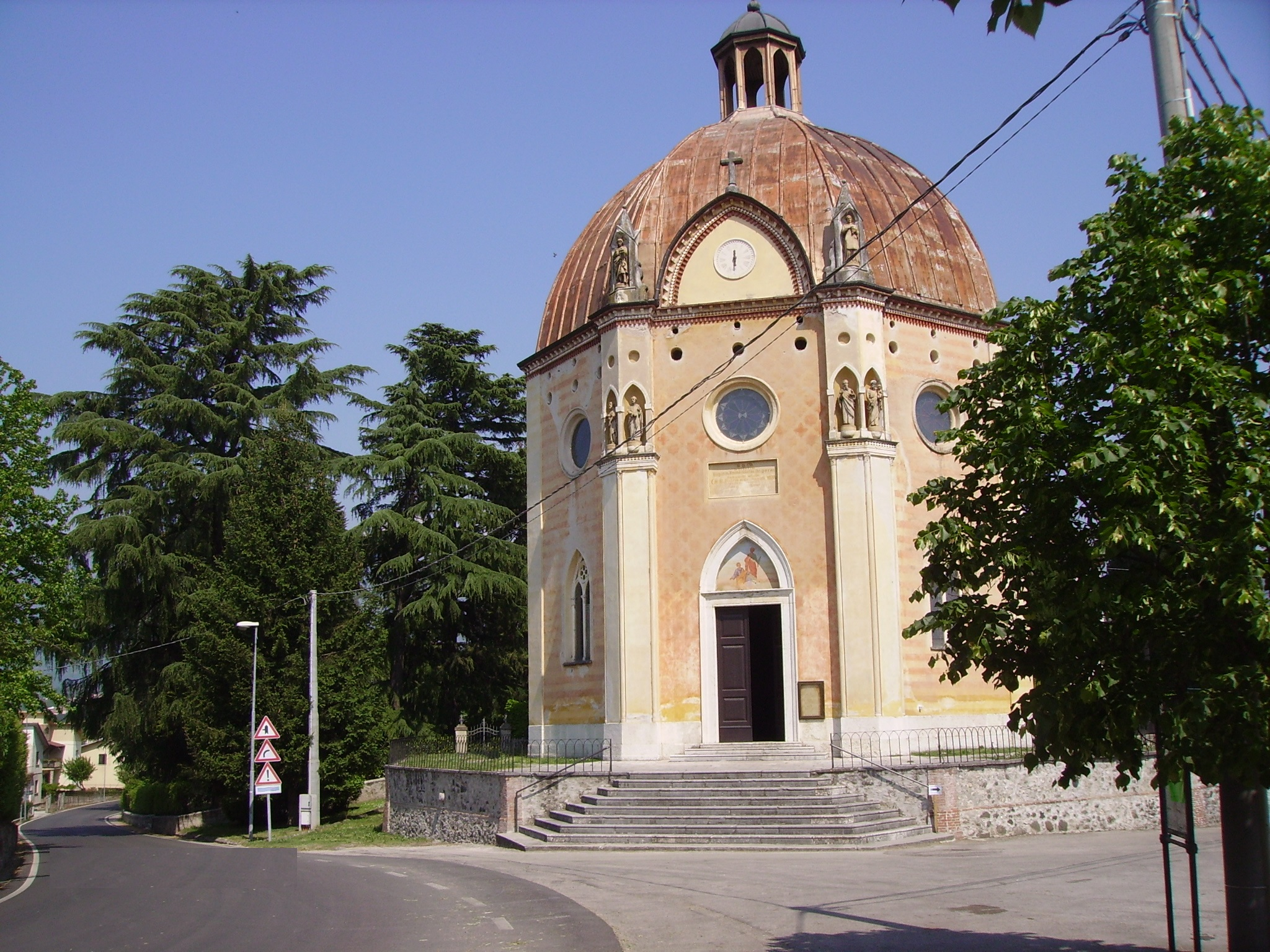
Chiesa di San Felice e Fortunato

Chiesa di Sant'Antonio in Via Torricelle

### Architetture religiose a San Giorgio di Perlena
Chiesa parrocchiale di san Giorgio Martire
Chiesa della Beata Vergine della Cintura o della Consolazione (San Giorgetto)
Chiesa di Nostra Signora del Sacro Cuore di Gesù

### Architetture civili

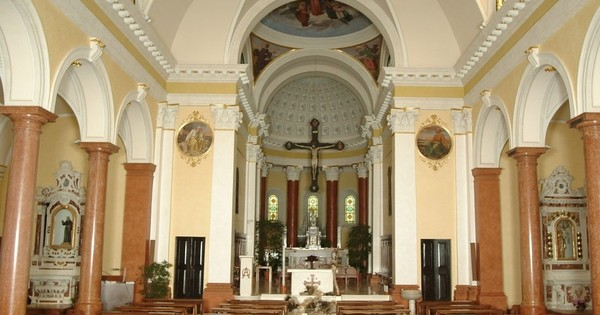
Chiesa di San Bartolomeo Fara Vicentino - interno

Villa delle Rose
In Via San Bortolo, oggi proprietà dei Ferrarin, ricca un tempo di oggetti esotici
Villa Dal Ferro
In Via Bordalucchi
Villa Solitaria
In via San Fortunato
Villa Tretti Nicolussi

### Altri luoghi di interesse
Caratteristiche sono, nel territorio comunale, le colombare, soprattutto lungo la valle del Chiavone.
Degna di menzione è pure, sempre lungo lo stesso torrente, la zona di ritrovamento delle famose palme fossili di Lonedo, presso il vecchio Ponte degli Artusi.
È sicuramente molto interessante dal punto di vista paesaggistico il percorso del torrente Chiavone Bianco, che può rappresentare una rilassante passeggiata in mezzo alla natura.

## Cultura

### Istruzione
Nel Comune di Fara, compresa la frazione di San Giorgio, vi sono due scuole dell'infanzia (private e paritarie), due scuole primarie statali e una scuola secondaria di primo grado.
Nel capoluogo vi è anche la Biblioteca civica, che fa parte della rete di biblioteche vicentine.

### Eventi
- Sagra di san Giorgio: 23 aprile
- AnguriaraFara: prima metà di agosto
- Sagra di san Bortolo: seconda metà di agosto

## Società

### Evoluzione demografica
Abitanti censiti

## Economia
L'economia di Fara è indiscutibilmente legata, come lo stesso stemma comunale ricorda, alla coltivazione della vite; la strada del vino che da Breganze si inerpica per le Torreselle tra le valli dell'Astico e del Chiavone, o quella che per la Costa sale verso le Terre Rosse, sono contornate da vigne di vespaiolo, cabernet, pinot e, soprattutto, di torcolato, vino passito qui conosciuto da secoli; il territorio di Fara e della frazione di San Giorgio di Perlena fanno parte del comprensorio dei vini D.O.C. di Breganze.
Fino agli anni settanta del Novecento l'economia del territorio era principalmente agricola; oltre alla coltivazione della vite, di primaria importanza è ancora l'allevamento, principalmente di bovini e suini. Le due latterie di San Giorgio di Perlena e di SS. Felice e Fortunato si sono unite al caseificio di Breganze.
A partire da quel decennio sono sorte alcune aziende manifatturiere attive nei settori della produzione di materiali in PVC, film in polietilene, abbigliamento, siderurgia e macchinari per il settore edilizio. 
Sono invece scomparse le fornaci di calcina, ricordate dal Maccà, che utilizzavano i ciottoli dell'Astico; e scomparsi sono da tempo anche i numerosi mulini, oltre una decina, girati dalle acque dell'Astico, del Chiavone e del Laverda.
Con questo sviluppo è stata frenata l'emigrazione che nel secondo dopoguerra aveva causato lo spopolamento delle colline e delle contrade, con grave danno per l'agricoltura

## Geografia antropica
L'unica frazione del comune di Fara Vicentino è San Giorgio di Perlena.
Altre località o contrade sono: Bivio Costa, Crosara, Cà Carollo-torricelle, Cà Pavan-farneda, Zucchi, Cà Michelon-poletti, Gobbi, Cà Azzolin-costa, Cacciatore, Isola, Chiavone, Cà Simonati, Rizzato, Cà Balzan, Rosi, Fortelongo, Cà Viero-Carollo, Cima, Capovilla, Bruschi, Lavarda, Colombare, Simonatoni, Astico Nord.

## Amministrazione
| Periodo | Periodo | Primo cittadino       | Partito                      | Carica  | Note |
| ------- | ------- | --------------------- | ---------------------------- | ------- | ---- |
| 1995    | 1999    | Onelio Barausse       | Lista civica-Indipendente    | Sindaco |      |
| 1999    | 2004    | Onelio Barausse       | Lista civica-Centrosinistra  | Sindaco |      |
| 2004    | 2009    | Ugo Scalabrin         | Lista civica-Centrodestra    | Sindaco |      |
| 2009    | 2014    | Ugo Scalabrin         | Lista civica-Centrodestra    | Sindaco |      |
| 2014    | 2019    | Maria Teresa Sperotto | Lista civica-Progetto Comune | Sindaco |      |
| 2019    | -       | Maria Teresa Sperotto | Lista Progetto Comune        | Sindaco |      |

### Gemellaggi
- La Chapelle-sur-Loire

Nel 2012 il comune di Fara ha aderito alla lista dei comuni gemellati con la fondazione "Città della Speranza".